# Lucjusz Emiliusz Mamercinus (konsul)
Lucius Aemilius Mamercinus – polityk rzymski wywodzący się z patrycjuszowskiego rodu Emiliuszy.
Według źródeł historycznych był kolejno: trybunem wojskowym z władzą konsularną w 377 p.n.e., dowódcą jazdy w 368 p.n.e., konsulem w 366 p.n.e. (wspólnie z Lucjuszem Sekstiuszem) i w 363 p.n.e. (wspólnie z Gnejuszem Genucjuszem) oraz interrexem w 355 p.n.e.. W 352 p.n.e.  został wybrany ponownie na stanowisko dowódcy jazdy
Był synem Lucjusza Emiliusza Mamercinusa, trybuna wojskowego z władzą konsularną z 391 p.n.e. oraz ojcem Lucjusza Emiliusza Mamercinusa Privernasa, konsula z 341 p.n.e. i 329 p.n.e.